# Gornja Radgona
Gornja Radgona (mađarski: Felsõregede, prekomurski: Gorenja Radgonja, njemački: Oberradkersburg) je grad i središte istoimene općina u sjevernoj Sloveniji. Gornja Radgona se nalazi u blizini granice s Austrijom u pokrajini Štajerskoj i statističkoj regiji Pomurje. U Gornjoj Radgoni održava se veliki međunarodni poljoprivredni sajam.

## Stanovištvo
Prema popisu stanovništva iz 2002. godine Gornja Radgona ima 3.529 stanovnika.

## Vanjske poveznice
- Satelitska snimka grada  Arhivirana inačica izvorne stranice od 29. srpnja 2017. (Wayback Machine)